# 單超
单超（？—160年），河南（今河南洛阳）人。东汉朝宦官。

## 生平
桓帝初為中常侍，時外戚梁冀當權，单超和河南尹梁不疑（梁冀弟）有矛盾。延熹二年（159年），梁太后逝世，早對梁冀專權亂政不滿的漢桓帝刘志對单超咬臂出血，作为盟誓。借單超、徐璜、具瑗、左悺、唐衡等五個跟梁冀有怨仇的宦官殺死梁冀，其全族都一併被殺。五宦官同日封侯，單超被封為新豐侯，食邑二万戶。
后单超病，皇帝遣使拜单超为车骑将军。第二年，丙午，新豐侯單超卒，賜東園祕器，棺中玉具。

## 親屬
- 弟單安，河東太守
- 弟單遷，山陽太守
- 侄單匡，單安子，濟陰太守
- 外孙朔方郡太守董援

## 延伸阅读
[在维基数据编辑]
 《後漢書·卷78》，出自范晔《後漢書》